# Регионален етнографски музей (Пловдив)
Регионален етнографски музей в Пловдив е вторият по големина в България специализиран музей за етнография с утвърдена научно-образователна дейност и център за културен туризъм.
Помещава се в Куюмджиевата къща – Паметник на културата   от национално значение.

## История
Първата идея за създаване на етнографски музей датира от края на 1891 г. След четвърт век по предложение на Стою Шишков, местната администрация решава да се създаде Окръжен музей. Неговата основна цел е събирането на материали, свързани с миналото и настоящето на Пловдивски регион в историческо, икономическо, художествено и битово отношение.
Началото е поставено на 22 януари 1917 г., когато в Окръжната палата (дн. Община Пловдив) е свикано съвещание, на което е решено „да се учреди при Постоянната комисия един Окръжен музей“. Правилникът на музея е одобрен на 20 юли 1918 г. и съгласно него музеят започва работа с директор Йордан П. Георгиев и секретар Стою Н. Шишков.
Следва период на събирателска работа, фотозаснемане, популяризаторска дейност. През 1930 година музейните ценности са над 500.
През 1931 – 1932 г., въпреки аргументираната съпротива на Стою Шишков, от съображения за икономии, администрацията прехвърля материалната база към Народната библиотека и музей в Пловдив.
През 1938 г. по инициатива на кмета на града Божидар Здравков е поставено второто начало на съвременния музей. От тази година музеят се помещава в Куюмджиевата къща, определена за Общинска къща музей.
На 14 октомври 1943 г. музеят е отворен за посещения. През 1949 г. Общинската къща музей е преименувана в Народен етнографски музей. През 1952 г. е открита постоянна експозиция, обновена изцяло през 1962 г.

## Куюмджиева къща
Едно от най-живописните кътчета в старинната част на Пловдив е около източната градска порта – Хисар капия. В този ансамбъл се откроява великолепната фасада на Куюмджиевата къща, построена през далечната 1847 г. от майстор Хаджи Георги. Тя е типичен представител на пловдивската симетрична възрожденска къща, а специалистите я определят като връх на бароковата архитектура у нас. Част е от Архитектурно-исторически резерват „Старинен Пловдив“. Неин собственик е Аргир Куюмджиоглу – богат пловдивски търговец, майстор в най-големия и влиятелен еснаф – абаджийския. Търгува с аби и шаяци в Анадола, а по-късно открива търговска къща във Виена. Успява да натрупа огромен капитал, създава многочислено семейство, но това, което го оставя в историята е построеният от него дом – най-представителната сграда в Стария Пловдив. За да демонстрира своите възможности и богатство, той гради не просто нова къща, а „царски“ палат с внушителни размери: четири етажа, с обща площ над 2000 кв.м., два големи салона, 12 стаи с уникални дърворезбовани тавани и над 130 прозореца. Арх. Христо Пеев достойно я описва по-късно „Със своите ясни линии, хубави пропорции и облагородена простота на формите тази сграда се нарежда между най-изтъкнатите архитектурни паметници от епохата на Възраждането.“ (Пеев 1960:158,166)

В края на XIX век Аргир Куюмджиоглу напуска дома си, заминавайки със семейството си за Виена. В следващите години сградата е девически пансион, по-късно шапкарска фабрика, оцетна фабрика, склад за брашно. През 1930 г. е откупена от тютюневия търговец Антонио Коларо. Той има намерение да я преустрои в тютюнев склад, но изпада в неплатежоспособност, вследствие на което сградата е обявена на търг. Продажбата е осуетена поради намесата на пловдивския кмет Божидар Здравков, който иска къщата за музей. На 22 октомври 1938 г. по негова инициатива Пловдивската община и Министерството на народното просвещение подписват протокол за създаване на Общинска къща-музей – днешният Регионален етнографски музей – Пловдив. Уникалната сграда е със статут на национален паметник на културата. 

## Експозиция
Експозицията представя традиционната култура на хората, населявали Тракия, Родопите и Средногорието от периода на Възраждането. В постоянна експозиция земеделието и животновъдството са представени като основни поминъци на населението от региона. От традиционните занаяти в музея са представени абаджийство, гайтанджийство, грънчарство, медникарство, железарство. Златарска работилница е експонирана с целия си инвентар. Представена е част от колекция накити и църковна утвар, традиционни народни костюми, платове, килими, музикални инструменти и обреден реквизит. Представен е и градският бит.

## Редовни събития
- Международен фестивал на камерната музика ежегодни концерти за класическа Камерна музика на открито, провеждащи се от 10 до 20 юни[2].
- Нощ на музеите и галериите е фестивал, в която всички културни институции в града са отворени цяла нощ. Инициативата започва през 2005 година по немски модел.
- Седмица на традиционните занаяти е седмица, в която в двора на Етнографския музей се представят над 40 занаята. Провежда се от 2007 година насам. Участват хора от цял свят, като част от занаятчиите участващи са иконописци, ножари, оръжейници, медникари, майстори на музикални инструменти, тъкачки, дървостругари, дърворезбари, майстори на плъсти, кукли, рисувана коприна, рисувани яйца, стъклопис, майстори на кене, плетиво и везба и др.
- Международно биенале „Майстори на карикатурата“ – Пловдив се провежда от 2011 година насам.
- Денят на майсторите (12 декември) е ден, в който се възпроизвежда ритуала в неговия автентичен вариант, известен от епохата на Възраждането по повод църковния празник Свети Спиридон. На този ден се извършва посвещаване в майсторско звание (тестерлик) – връчване майсторски свидетелства на новите майстори.